# Ключ 154
Ключ 154 (трад. 貝, упр. 贝) — ключ Канси со значением «скорлупа»; один из 20, состоящих из семи штрихов.
В словаре Канси есть 277 символов (из 49 030), которые можно найти c этим радикалом.

## История
Древняя идеограмма изображала, скорее всего, раковину с моллюском внутри.
Современный иероглиф используется в значениях «раковина» и «моллюск».
Это сильный ключевой знак. Располагается в левой или нижней части сложных иероглифов.

Техника написания
Техника написания
Вид в Цзиньвэнь
Вид в Цзягувэнь
Вид в большой печати Чжуаньшу
Вид в малой печати Чжуаньшу

В словарях находится под номером 154.

## Примеры иероглифов
| Доп. штрихи | Традиционные                                                     | Упрощенные                 |
| ----------- | ---------------------------------------------------------------- | -------------------------- |
| 0           | 貝                                                               | 贝                         |
| 2           | 貞貟負                                                           | 贞负贠                     |
| 3           | 財貢貣貤                                                         | 贡财                       |
| 4           | 䝧䝨貥貦貧貨販貪貫責貭貮                                         | 责贤败账货质贩贪贫贬购贮贯 |
| 5           | 䝩䝪䝫䝬䝭䝮䝯貯貰貱貲貳貴貵貶買貸貹貺費貼貽貾貿賀賁             | 贰贱贲贳贴贵贶贷贸费贺贻   |
| 6           | 䝰䝱䝲䞌賂賃賄賅賆資賈賉賊賋賌賍賎                               | 贼贽贾贿赀赁赂赃资赅赆賈賂 |
| 7           | 㕢䝳䝴䝵賏賐賑賒賓賔賕賖賗賘                                     | 赇赈赉赊                   |
| 8           | 䝶䝷䝸䝹䝺䝻䝼䝽䝾䝿䞍䞎賙賚賛賜賝賞賟賠賡賢賣賤賥賦賧賨賩質賫賬 | 赋赌赍赎赏赐赑赒赓赔赕     |
| 9           | 䞀䞁䞂䞃䞄䞏䞐賭賮賯賰賱賲賳賴賵                                 | 赖赗                       |
| 10          | 䞅䞆賶賷賸賹賺賻購賽                                             | 赘赙赚赛                   |
| 11          | 䞇賾賿贀贂贃贄贅                                                 | 赜                         |
| 12          | 䞈贆贇贈贉贊贋贌                                                 | 赝赞赟赠                   |
| 13          | 䞉贍贎贏                                                         | 赡赢                       |
| 14          | 贐贑贒贓贔                                                       |                            |
| 15          | 䞊贕贖贗贘                                                       |                            |
| 16          | 䞋贙贚                                                           |                            |
| 17          | 贛                                                               | 赣                         |
| 18          | 贜                                                               |                            |
| 22          | 贕                                                               |                            |

- Примечание: Ваш браузер может отображать иероглифы неправильно.